# Exomilopsis hipkinsi
Exomilopsis hipkinsi är en snäckart som beskrevs av Powell 1964. Exomilopsis hipkinsi ingår i släktet Exomilopsis och familjen Columbellidae. Inga underarter finns listade i Catalogue of Life.